# Центральний ринок (станція метро)
Центральний ринок — 3-тя станція Харківського метрополітену. Розташована на Холодногірсько-Заводській лінії метро між станціями «Вокзальна» та «Майдан Конституції». Відкрита 23 серпня 1975 року.
Станція «Центральний ринок» розташована в центральній частині міста і названа по розташованому поруч центральному ринку, званому також в народі «Благбаз» (скорочено від «Благовіщенський базар»). Спочатку станцію, що мала проектну назву «Комунальний ринок», передбачалося розташувати в районі Благовіщенського собору. Але при проведенні попередніх вишукувань в цьому районі виявилися несприятливі гідрогеологічні умови, і трасу довелося перенести в сторону. Станція розташована в районі одного з найбільших ринків Харкова. Тут же знаходиться автостанція № 2, у якій сходяться приміські маршрути Золочівського, Богодухівського та Валківського напрямків, а також міжміські маршрути, що зв'язують Харків з населеними пунктами Полтавської та Сумської областей. Біля станції розташована будівля управління Харківського метрополітену, яке з'єднане зі станцією службовим підземним переходом.

## Історія
У 1968—1975 роки, коли станція «Центральний ринок» будувалася, ґрунтові води були тут невисокі і ніякої загрози для споруди не представляли. Тоді й народилося нещасливе рішення: з метою економії коштів підставу склепінчастої станції зробити у вигляді бетонної плити. Надалі, враховуючи досвід метробудування в країні, склепінні станції будувалися вже із зворотним склепінням в основі. Особливість цього склепіння в тому, що воно витримує значно більші навантаження від гірського тиску ґрунтових вод. Починаючи з «Армійської» всі станції Харківського метрополітену мають зворотне склепіння, для надійності. А односклепінні станції першої черги — «Центральний ринок», «Спортивна», «Турбоатом» — побудовані за здешевленої технології.
Станція була споруджена відкритим способом, у котловані. Конструкція однозвідкової станції дрібного закладення була розроблена інститутом «Харківметропроєкт». Проект такої станції вийшов дуже успішним, знайшов широке застосування та отримав назву «харківський однозвід». Згодом протягом 1970-х-2010-х років за типовим проектом «харківського однозводу» було збудовано велику кількість станцій у Москві, Києві, Нижньому Новгороді, Новосибірську, Казані, Ташкенті та багатьох інших містах.
Станція споруджувалась із монолітного залізобетону із застосуванням широких самонесучих арматурних каркасів. Саме склепіння станції будувалося за допомогою пересувної металевої опалубки, яка переміщалася рейками завдяки роботі гідравлічних домкратів. Заснування станції було виконано у вигляді бетонної плити.
Спочатку станцію збиралися будувати в районі Благовіщенського собору, проте після проведення попередніх розвідок було виявлено несприятливі геологічні умови, і трасування лінії зрушили убік.
Основні труднощі при будівництві були ті самі – сильно обводнені грунти. Тому й було вирішено будувати станцію в цьому місці на невеликій глибині, де рівень ґрунтових вод був невисокий, і, як тоді здавалося, особливої небезпеки не було. Що ж до розташованих поблизу тунелів, то вони по суті були побудовані наполовину у воді. За їхнього будівництва довелося двічі перетинати водоносний шар у пісковиках. Ще однією складністю стало те, що при проходженні тунелів біля станції будівельники натрапили на стару лінію каналізації.
При проходженні тунелів від ствола між станціями «Центральний ринок» та «Радянська» основну частину проходили у кесонному вибої. Для цього у вже збудованих тунелях споруджували перемички, за які подавали стиснене повітря для стримування потоків води, монтували прохідницький щит, після чого бригади метробудівників стабільно долали по кілька метрів на день.
При будівництві станції було вперше застосовано установку забійного водозниження, що дозволяло осушувати забій у стислий термін.
Під час будівництва станції рівень ґрунтових вод у цьому місці був невисокий і особливої небезпеки не становив. У червні 1995 року в Харкові пройшла сильна злива, після якої рівень ґрунтових вод став неухильно зростати і досяг п’яти метрів над рівнем рейок. Це призвело до того, що конструкція станції стала буквально «спливати» до поверхні. У тунелях утворилося безліч протікань, в основі платформи з’явилися тріщини. При виході з поїзда було добре помітно, що платформа знаходиться вище за рівень дверей. Значною мірою цьому сприяло те, що для здешевлення будівництва основа станції була виконана у вигляді бетонної плити, а не зі зворотним склепінням.
У цій ситуації негайно розпочали зміцнення станції, не закриваючи станцію і порушуючи режим її роботи, крім обмеження швидкості поїздів цьому ділянці. Протягом року під платформу було укладено 404 куб.м бетону та 35 т арматури, у лоткову частину станції нагнітено 185 т цементного розчину. На поверхні було пробурено сім свердловин, якими підключили насоси для відкачування води. Фінальним етапом робіт стала спорудження колон вздовж платформи станції для зміцнення склепіння. Цю роботу виконали влітку 1996 року у рекордні терміни – лише за 14 днів (з 28 червня по 10 липня). На цей час станцію було закрито для пасажирів, поїзди проїжджали її без зупинки.
На проведення цих робіт було витрачено 600 млрд карбованців. Такі величезні зусилля не пропали даремно і досягли своєї мети – рівень платформи станції повернувся до попереднього становища, деформації та протікання припинилися. Після цього станція і отримала оформлення, яке ми можемо спостерігати сьогодні.
У результаті рясних зливових опадів, що пройшли влітку 1996 року, рівень ґрунтових вод в районі станції «Центральний ринок» різко підвищився — до п'яти метрів від головок рейок. Була пошкоджена платформна частина станції.
Реконструкція «Центрального ринку» велася близько року, при цьому станція продовжувала функціонувати протягом усього цього часу в звичайному режимі. У ході реконструкції під платформу було укладено 404 кубічних метри бетону, 35 тонн арматури, в лоткову частину станції для усунення течі нагнітали 185 тонн цементного розчину. На платформі встановили колони, що виконують функцію зміцнення бетонної основи. Всього на виконання цих робіт було витрачено 2,2 мільйона гривень. Привантажувач і установка колон дали свої результати — станція повернулася в початкове положення, деформації припинилися, рух поїздів можна було здійснювати з встановленими швидкостями.
Так у Харкові з'явилася унікальна станція колонного типу з односклепінним перекриттям, аналогів якої немає на теренах колишнього Союзу РСР, а можливо, і в усьому світі. На жаль, колони, що нагадують великі торшери, вносять деяку дисгармонію в архітектурну композицію станції через оздоблення рожевим мармуром, а сама станція виконана в сірих тонах. До реконструкції склепіння прикрашали виготовлені з листового профільованого алюмінію світильники, що своєю формою нагадують журавлів, що летять у небі.

## Технічна характеристика
Односклепінна станція мілкого закладення з острівною платформою, перекрита монолітним залізобетонним склепінням, зведеним за допомогою пересувної опалубки. Станція без колійного розвитку. Побудована з монолітного залізобетону за допомогою пересувної опалубки. Зал станції широкий та просторий. Звід станції покритий побілкою і розбитий великі сегменти, контури яких візуально є продовженням білих канавок на колійних стінах. Поверхня склепіння переходить у стелю вестибюлів станції. Глибина закладення станції дуже невелика – відстань від вершини склепіння до землі складає всього півметра.

## Оздоблення
За задумом архітекторів, станція «Центральний ринок» мала отримати неординарне оформлення на українську національну тематику із застосуванням барвистих архітектурних рішень та кольорової гами. Проте керівні партійні органи зарубали багато деталей проекту, залишивши можливість реалізувати лише частину ідей. Тим не менш, станція вийшла по-своєму красивою та оригінальною, і все ж таки втілила основний задум проєктувальників та будівельників.
Дорожні стіни станції облицьовані сірим мармуром «Уфалей» уральського родовища з невеликими вставками з білого мармуру. Стіни мають не пряму, а увігнуту форму, що дуже добре гармонує зі склепінням. Цоколь стін облицьований чорним лабрадоритом. Уздовж середини платформи розташовано дванадцять масивних колон. Ці колони були зведені на станції, що діє, в 1996 році для зміцнення склепіння. Так, станція «Центральний ринок» стала унікальною однозвідчастою колонною станцією.
Колони станції «Центральний ринок» віддалено нагадують великі смолоскипи – самі вони облицьовані рожевим мармуром, зверху розташовується металева конструкція золотистого кольору, яка розходиться на безліч променів під невеликим кутом. На них кріпиться металеве кільце, навколо якого розташовуються довгасті люмінесцентні світильники, що забезпечують освітлення станції. Рожеве облицювання колон помітно контрастує із загальним оформленням станції.
Підлога станції викладена з гранітних плит сірого кольору різних відтінків та насиченості, а також чорного лабрадориту, без дотримання точного порядку. Краї платформи викладені із граніту світло-сірого кольору. Вестибюлі з’єднані зі станціями невеликими сходами, для обробки яких використані самі матеріали – сірий мармур і граніт.
Уздовж кожної колійної стіни є по чотири мармурові різьблені композиції, виконані з сірого мармуру на білому тлі. Їхнім автором є заслужений художник України Олександр Щеглов. У цих композиціях легко вгадуються українські національні мотиви. Схожі візерунки часто можна зустріти на українських рушниках.
До 1996 року освітлення станції забезпечували п'ятнадцять конструкцій незвичайної форми, що нагадують журавлів, що летять у небі. Вони були виготовлені з листового та профільного алюмінію. У кожній конструкції було багато довгастих світильників, розташованих поперечно. Після реконструкції станції в 1996 році оригінальні світильники були демонтовані і замість них зросла низка факелоподібних колон-колосів, які можна бачити і сьогодні.
Завдяки єдиному монолітному склепінню, що перекриває вестибюлі і станційний зал, створено величезний простір. Колійні стіни, що продовжують обриси склепіння, оздоблені плитами сірого мармуру з різьбленими декоративними вставками в характері українського рослинного орнаменту. Малюнок підлоги платформи, покритого полірованими плитами різнобарвного граніту, нагадує килим. Широкі сходи в кінцях платформи ведуть в вестибюлі, які продовжують простір станційного залу. Стіни вестибюлів оздоблені світло-сірим і світло-рожевим мармуром.

## Назва
Станція отримала свою назву від Центрального ринку (у народі званого «Благбазом») та однойменного історичного району міста. До початку XIX століття Благбаз був великим заболоченим островом, утвореним двома «рукавами» річки Лопань, які розходилися біля нинішнього Бурсацького мосту та з’єднувалися в одне русло біля Резниківського провулку на Панасівці. Через деякий час русло річки обміліло, і міська влада перенесла на це місце ринок, що раніше оточував Благовіщенський собор, після чого ця територія забудовувалась масивними рядами торгових рядів. Тут почали регулярно проводити ярмарки.
У 1864-1866 роках майданчик для базару підсипали та розчистили, а потім пов'язали мостом із центром міста. У 1887-1891 роках на південно-східному березі Лопані та в районі Бурсацького узвозу було проведено великі меліоративні роботи. До кінця XIX століття базарну площу замостили каменем, а в 1909 по ній проклали трамвайну лінію. У 1914 році звели критий ринок для продажу м'ясних, рибних та молочних продуктів, для яких потрібні відповідні умови зберігання. У 1923 році територія ринку була перепланована та обладнана дерев’яними павільйонами.
Під час Великої Вітчизняної війни майже всі будівлі ринку було зруйновано. На цьому місці нацисти встановили шибениці та проводили публічні страти мирного населення. Після звільнення Харкова так само проводили судові процеси над нацистськими військовими злочинцями. Через деякий час всі споруди були відбудовані, в 1952 побудовано нову будівлю критого ринку.
У 1960-х роках біля ринку було зведено Будинок торгівлі та автовокзал. У 2010-2011 роках ринок був упорядкований: над торговими рядами з’явилися навіси для захисту від снігу та дощу, непокриті ділянки заасфальтовані. Також Благовіщенський базар (якому на той час офіційно повернули історичну назву) було розширено за рахунок Ленінського трамвайного депо, що припинило існування.
Сьогодні Благовіщенський базар – великий ринок у центральній частині міста, який дає можливість багатьом харків’янам вигідно продати або купити за помірною ціною найрізноманітніші товари: продукти харчування, одяг та взуття, товари для побуту та господарства, будівельні матеріали та багато іншого.

## Цікаві факти
- При будівництві станції виявили три підземні ходи, що йдуть з боку Покровського собору (ймовірно, їх спорудили ченці цього монастиря). Зрозуміло, що для продовження будівництва станції ці ходи довелося розібрати.